# Soejono
 (novembre 2024).
Si vous disposez d'ouvrages ou d'articles de référence ou si vous connaissez des sites web de qualité traitant du thème abordé ici, merci de compléter l'article en donnant les références utiles à sa vérifiabilité et en les liant à la section « Notes et références ».
 (novembre 2024).
Le Pangeran Adipati (prince) Soejono, né à Tulungagung sur l'île de Java dans les Indes néerlandaises le 31 mars 1886 et mort à Londres le 5 janvier 1943, est un homme politique néerlandais.
Soejono fut le premier ministre indigène des Indes néerlandaises et musulman du Royaume des Pays-Bas. Il appartenait à une famille priyayi et avait lui-même été regent de Pasuruan et du Volksraad. En 1942, il est nommé ministre sans portefeuille à Londres. 
Soejono faisait partie de la frange "modérée" du nationalisme indonésien, maar vond weinig weerklank bij het merendeel van zijn collega's voor de Indonesische wens voor grotere zelfstandigheid[Traduire passage]. Il était respecté pour son intelligence[réf. nécessaire], bestuurlijke ervaring en bescheidenheid[Traduire passage].